# Kênh Truyền hình Quốc hội Việt Nam
Truyền hình Quốc hội Việt Nam (gọi tắt là Kênh 7) là kênh thông tin – tin tức về Quốc hội, các hoạt động của Đảng và Nhà nước trong Quốc hội và các cử tri cả nước. Kênh chịu sự quản lý của Văn phòng Quốc hội.

## Lịch sử
Truyền hình Quốc hội Việt Nam được phát sóng thử nghiệm từ 10/10/2014 đến 06/01/2015 và phát chung với Kênh Truyền hình Đài Tiếng nói Việt Nam (VOVTV), kéo dài 2 giờ (từ 06h00 đến 08h00 hàng ngày). Vào lúc 18h00 ngày 06/01/2015, Chủ tịch Quốc hội Nguyễn Sinh Hùng đã nhấn nút khai trương, đánh dấu sự ra đời của kênh truyền hình chuyên biệt về Quốc hội Việt Nam đến nhiều cử tri xem đài.
Nhiệm vụ chính của Truyền hình Quốc hội Việt Nam là truyền tải thông tin về Quốc hội, các hoạt động của Đảng và Nhà nước đến các cử tri trên khắp các tỉnh, thành phố trong cả nước. Trong những ngày bầu cử của Đảng và Nhà nước từ cấp Trung ương đến địa phương, Kênh Quốc hội sẵn sàng nhận nhiệm vụ đưa thông tin bầu cử và các nội dung, quy định bầu cử đến cử tri xem đài và sẵn sàng tường thuật trực tiếp về cử tri đi tham gia bầu cử mọi lúc mọi nơi, từ thành thị đến nông thôn và các cấp trong Chính phủ. Bầu cử Đại biểu Quốc hội khoá XIV và Đại biểu HĐND các cấp nhiệm kỳ 2016 – 2021 là lần đầu tiên một kỳ bầu cử Quốc hội và HĐND được Truyền hình Quốc hội Việt Nam đưa tin và tường thuật trực tiếp.
Kể từ 00h00 ngày 03/06/2022, Truyền hình Quốc hội Việt Nam chính thức công bố Bộ nhận diện mới và Vị trí kênh 7. Đây là sự thay đổi mang tính chiến lược kể từ lần đầu tiên Truyền hình Quốc hội Việt Nam lên sóng chính thức vào ngày 06/01/2015.
Từ ngày 20/07/2023 đến 20/08/2023, Truyền hình Quốc hội Việt Nam bắt đầu phát sóng các nội dung thể thao trực tiếp về các trận đấu trong khuôn khổ FIFA Women's World Cup 2023. Cũng trong thời gian này, kênh tồn tại 2 luồng tín hiệu riêng biệt:
- Phiên bản tường thuật trực tiếp FIFA Women's World Cup 2023 dành cho các đơn vị, hạ tầng truyền hình có bản quyền tiếp sóng (VTVCab, AVG, VTC Digital, MyTV, TV360 & ClipTV) & có lịch phát sóng riêng dành cho luồng này, thường sẽ được khóa mã tín hiệu vệ tinh để tránh tràn sóng ra nước ngoài
- Phiên bản phát sóng quảng bá miễn phí, dành cho các đơn vị, hạ tầng truyền hình không có bản quyền tiếp sóng (các hạ tầng còn lại).
Sau khi các trận đấu của FIFA Women's World Cup 2023 kết thúc, luồng phiên bản tường thuật trực tiếp bóng đá & luồng phát quảng bá miễn phí sẽ nhập chung thành 1 tín hiệu duy nhất.
Truyền hình Quốc hội Việt Nam từng đã có mặt trên tất cả hệ thống số truyền hình trả tiền và các hạ tầng kênh truyền hình ứng dụng OTT: VTVcab, HTVC, SCTV, VOTV, AVG, K+, ClipTV, MyTV, VTC Digital, VieON, TV360, VTVcab ON, FPT Play...
Vào ngày 05/12/2024, chính phủ thông báo bắt đầu quá trình sắp xếp cơ quan báo chí thuộc Chính phủ, trong đó: Truyền hình Quốc hội Việt Nam sẽ dừng phát sóng và chấm dứt hoạt động từ ngày 01/01/2025, chuyển toàn bộ chức năng và nhiệm vụ của kênh có liên quan đến VTV.
Từ 00:00 ngày 01/01/2025, Truyền hình Quốc hội Việt Nam chính thức ngừng phát sóng trên tất cả các tín hiệu và treo Testcard. Truyền hình Quốc hội Việt Nam chính thức chia tay khán giả sau 10 năm phát sóng phục vụ cho cử tri đồng bào, nhân dân cả nước.

## Nhãn hiệu của kênh
Phần lớn khán giả xem Truyền hình Quốc hội Việt Nam thường nghĩ rằng hệ thống kênh truyền hình của Truyền hình Quốc hội Việt Nam gồm 7 kênh từ Kênh 1 đến Kênh 7. Tuy nhiên, số 7 ở đây không phải là kênh thứ 7 trong 7 kênh của Truyền hình Quốc hội Việt Nam, mà lại có ý nghĩa là kênh thứ 7 trong 7 kênh truyền hình thiết yếu quốc gia, sau các kênh VTV1, VTC1, VNews, ANTV, QPVN, Nhân Dân TV. Truyền hình Quốc hội Việt Nam chỉ có một kênh truyền hình duy nhất là Kênh 7.

## Bộ nhận diện (logo) qua các thời kỳ

Sử dụng từ ngày 10/10/2014 đến 02/06/2022
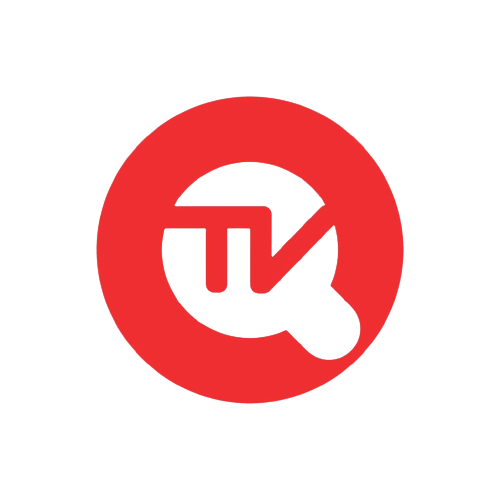
Sử dụng từ ngày 03/06/2022 đến 31/12/2024

## Thời lượng phát sóng
- 10/10/2014 – 05/01/2015 (thử nghiệm): 06h00 – 14h00 hàng ngày (8/24h) trên VOV TV.
- 06/01/2015 – 31/12/2024: 24/24h hàng ngày.